# Ann-Mette Elten
Ann-Mette Elten (født 20. juni 1956 i Aalborg) er en dansk sanger og sangskriver, der bl.a. er kendt fra Århus-bandet På Slaget 12.
Hun blev musisk-sproglig student fra Aalborghus Statsgymnasium i 1975, hvorefter hun læste kristendomskundskab og dansk på Aarhus Universitet. I fritiden gik hun på Det Jyske Musikkonservatorium og blev i den forbindelse sanger i Det Jydske Kammerkor, Jydsk Akademisk Kor og Det Danske Kammerkor. Hun blev bachelor i dansk med bifag i kristendomskundskab og valgte at koncentrere sig om musikken. 

## På slaget 12
I 1985 dannede hun sammen med musiker og producer Niels Kirkegaard bandet På Slaget 12, der året efter slog igennem med debutalbummet. I februar 2002 udsendte Ann-Mette Elten med På Slaget 12 albummet ”Let’s Dance” bestående af gamle 50’er og (især) 60’er hit’s. Albummet blev en kæmpe succes med 115.000 solgte eksemplarer.[kilde mangler] ”Let’s Dance 2” og ”3” udkom i henholdsvis november 2002 og juni 2003 – dvs. at gruppen udgav 3 albums på under halvandet år. De tre ”Let’s Dance” albums er tilsammen solgt i 260.000 eksemplarer og sammen med Let's Dance 4, der kom i 2006 er Let's Dance-serien nået op på 300.000 solgte eksemplarer. Den store succes med ”Let’s Dance” førte også til mange koncertoptrædener og bandet har siden 2002 givet ca. 80 koncerter om året. I 2004 udsendtes ”På Slaget 12 spiller På Slaget 12” der som navnet antyder er en genindspilning af nogle af bandets gamle sange bl.a. en live-udgave af ”Hjem til Århus”.

## Solokarriere
Siden 1999 har hun også udgivet soloalbums. "Refrain" fra 1999 er fyldt med personlige favoritter blandt barn- og ungdommens Giro 413-klassikere i moderne opsætning, blandt andre "Hele ugen alene", "Tak for alle kyssene" og "Snakker med mig selv" samt Kai Normann Andersens "Der var engang", som inspirerede til albummet ”Hot Hot”, der udkom i 2000. ”Hot Hot” er fyldt med et håndplukket valg af kendte og mindre kendte Kai Normann Andersen-sange. I begyndelsen af 2006 udsendte Ann-Mette Elten endnu et soloalbum med titlen "SOLO". Denne gang med helt nye sange skrevet specielt til Ann-Mette af en række sangskrivere som blandt andet Anne Linnet, Nanna Lüders og Anne Dorte Michelsen. "Vær velkommen" udkom i december 2007 og indeholder helt nye fortolkninger af de danske salmer. "Close To You" fra oktober 2009 er indspillet med The City Of Prague Philharmonic Orchestra og indeholder et udvalg af Ann-Mettes udenlandske favorit-ballader. I 2010 udkom Portræt – De 30 bedste sange og duetter, et album bestående af Ann-Mettes bedste sange og duetter fra hendes første 10 år som soloartist. Udsendte, til manges overraskelse, sit første klassiske album "Adagio - 12 klassiske sange" i 2012. Albummet består af nogle af de helt store sange fra det klassiske repertoire som f.eks. Puccinis "Nessun Dorma" og "O Mio Babbino Caro", Dvoraks "La Luna" og Andrew Lloyd Webbers "Requiem". I november 2019 udkom Ann-Mette's første egentlige julealbum med nogle af de allerfineste danske jule- og vintersange arrangeret i helt enkle og akustiske versioner.

## Diskografi

### Soloalbum
| Titel                                   | Albumdetaljer                                                    | Højeste placering | Certificering |
| Titel                                   | Albumdetaljer                                                    | Danmark           | Certificering |
| --------------------------------------- | ---------------------------------------------------------------- | ----------------- | ------------- |
| Refrain                                 | - Udgivet: 10. september 1999 - Selskab: RecArt - Format: CD     | 3                 | - Platin      |
| Hot Hot                                 | - Udgivet: 19. oktober 2000 - Selskab: RecArt - Format: CD       | 28                | - Guld        |
| Solo                                    | - Udgivet: 27. februar 2006 - Selskab: RecArt - Format: CD       | 26                |               |
| Vær velkommen                           | - Udgivet: 3. december 2007 - Selskab: RecArt - Format: CD       | 15                | - Guld        |
| Close to You                            | - Udgivet: 26. oktober 2007 - Selskab: RecArt - Format: CD       | 22                |               |
| Portræt - De 30 bedste sange og duetter | - Udgivet: 16. august 2010 - Selskab: RecArt - Format: CD        | 5                 |               |
| Adagio - 12 klassiske sange             | - Udgivet: 19. november 2012 - Selskab: Sony Music - Format: CD  | 6                 | - Guld        |
| Sange til jul                           | Udgivet: 15. november 2019 Selskab: Songcrafter Music Format: CD |                   |               |

### På Slaget 12
- På Slaget 12 (1986)
- Tror du virk'lig livet bli'r genudsendt? (1987)
- Kærlighed ved sidste blik (1989)
- Sandheden, baby (1991)
- Sidst i september (1992)
- Til tiden (1995)
- Ro mit hjerte (1997)
- Let's Dance (2002)
- Let's Dance 2 (2002)
- Let's Dance 3 (2003)
- På Slaget 12 spiller På Slaget 12 (2004)
- Let's Dance 4 (2006)
- Hjem til Århus - De 35 bedste sange (greatest) (2011)
- Hjerterne fri (2015)